# Ivan Drago
(Ivan Drago)
Ivan Drago (in russo Иван Драго?) è un personaggio immaginario interpretato da Dolph Lundgren.
Compare come antagonista principale nel film Rocky IV (1985), scritto, diretto e interpretato da Sylvester Stallone; compare anche in alcuni spezzoni di archivio in Rocky V e Rocky Balboa, per poi tornare fisicamente come antagonista principale nel film Creed II (2018).
Si tratta del ruolo che rese celebre Lundgren, dopo il debutto con una piccola parte in 007 - Bersaglio mobile, e lo lanciò in una lunga carriera nei film d'azione.

## Biografia del personaggio

### Inizi eRocky IV
Drago nasce a Mosca il 23 febbraio 1956 e alle olimpiadi di Los Angeles del 1984, vince la medaglia d'oro nel pugilato nella categoria dei pesi massimi. Alto 203 cm per 118 chilogrammi (260 lb) di peso, a causa della sua impressionante stazza e della devastante potenza dei suoi pugni è soprannominato La Transiberiana e Il Toro Siberiano; dopo aver brutalmente ucciso Apollo Creed, i cronisti lo soprannominano anche La morte corre sul guantone ( o Morte dall'alto, secondo la traduzione originale).
Capitano dell'Esercito sovietico, sulla divisa esibisce la medaglia di Eroe dell'Unione Sovietica. È l'imbattuto campione del mondo dei dilettanti nella categoria dei pesi massimi con un incredibile record di cento vittorie su altrettanti incontri. L'organizzazione pugilistica sovietica decide quindi di far conoscere al mondo il proprio campione, soprattutto per mostrare quantomeno in campo sportivo la sua superiorità nei confronti degli Stati Uniti (siamo infatti in piena guerra fredda). È sposato con Ludmilla, interpretata da Brigitte Nielsen: anch'essa viene presentata come un'atleta di livello mondiale, avendo vinto per due volte la medaglia d'oro nel nuoto (non è dato sapere in quale specialità), e risulta molto più "diplomatica" e comunicativa del silenzioso marito; dimostra inoltre una certa crudeltà, esibendo un sorriso sprezzante dinanzi alla sorte di Creed.
Drago dovrebbe sfidare in un incontro non ufficiale il campione in carica dei pesi massimi Rocky Balboa ma Apollo, che vuole combattere ancora una volta nonostante i quarantadue anni di età, convince l'amico a dargli questa possibilità; quella che doveva essere un'esibizione amichevole a Las Vegas, tuttavia, si trasforma in tragedia: la potenza del russo è devastante e Apollo perisce sotto i suoi micidiali colpi. A Rocky non resta che cercare di soccorrere il suo amico, ma ormai non si può fare più nulla. L'unico modo per Rocky di vendicare l'amico, almeno sul lato sportivo, è accettare la sfida del campione russo e partire a sua volta per Mosca per un match di rivincita, seppur non autorizzato dalla federazione pugilistica. Alla fine di un match più simile ad una guerra che ad un incontro sportivo saranno gli allenamenti "sudore e sangue" di Rocky, rudimentali ma estremamente efficaci, a prevalere sulla tecnologia e sul doping con i quali è stato letteralmente creato il pugile russo: Rocky infatti vince al quindicesimo round.
La sua unica sconfitta in carriera resta quella con Rocky, al quale ha comunque causato considerevoli danni al cervello menzionati in Rocky V.

### Creed II
Dopo la sconfitta contro Rocky, Drago viene lasciato dalla moglie e costretto ad abbandonare la patria con il figlio Viktor appena nato e, dopo essersi trasferito in un quartiere malfamato della capitale ucraina Kiev, trova lavoro in un cantiere.
Negli anni successivi incomincia ad allenare il figlio, che si dimostra il suo degno erede sul ring, e dopo aver saputo della vittoria da parte di Adonis Creed del titolo mondiale WBC grazie al promoter Buddy Marcell, Ivan vede finalmente la possibilità di riscatto che tanto ha agognato: arrivato in America si presenta al ristorante di Rocky accusandolo di essere la causa delle sue sventure e gli lancia la sfida riguardante i rispettivi allievi. Nonostante il rifiuto di Rocky di allenare Adonis, che si rivolge al figlio dell'ex allenatore di suo padre, il giorno dell'incontro Viktor demolisce il campione mettendolo al tappeto più volte e rompendogli anche le costole; il giovane russo, tuttavia, commette l'errore di sferrare il pugno del KO mentre Creed è inginocchiato per terra, per questo motivo viene squalificato e Adonis conserva il titolo.
Questo evento porta comunque i Drago ad essere riaccettati in Russia con tutti gli onori anche da parte dell'ex moglie, ormai risposatasi, con grande sofferenza di Viktor che prova ancora dolore per essere stato abbandonato; mentre i mesi passano i due continuano a dire ai media di voler ripetere l'incontro con Creed perché nonostante Viktor sia stato squalificato in realtà aveva vinto lui l'incontro.
La rivincita si tiene a Mosca, dopo un durissimo allenamento di Adonis con Rocky e Viktor col padre, e già dalle prime battute del match si intuisce che stavolta per Viktor non sarà semplice; tra un round e l'altro Ivan dice al figlio di rompere nuovamente le costole ad Adonis e, una volta ricominciato l'incontro, il giovane esegue la direttiva sferrando colpi micidiali al costato del campione, che cade nuovamente al tappeto con dolori lancinanti, ma una ripresa improvvisa di Creed mette in difficoltà Viktor. Ludmilla è presente tra il pubblico e vedendo che il figlio sta cedendo abbandona il match prima della fine; nel frattempo Drago si riprende e ricomincia a combattere ma ormai Creed ha preso le redini dell'incontro e riesce, con una combinazione di colpi potentissimi, a mettere il russo a terra.
Nonostante abbia notato l'assenza della madre, Viktor si rialza ma continua ad incassare colpi da parte di Creed; resosi conto del nuovo abbandono dell'ex moglie, Ivan, per salvare la vita al figlio, getta la spugna; subito dopo il match si avvicina a Viktor e, anche se questo inizialmente lo allontana vergognandosi per l'esito dell'incontro, lo rassicura dicendogli che va bene così. Tempo dopo i due vengono visti allenarsi davvero insieme, gettando le basi per l'inizio di un vero rapporto padre-figlio.

## Caratterizzazione

### Caratteristiche combattive

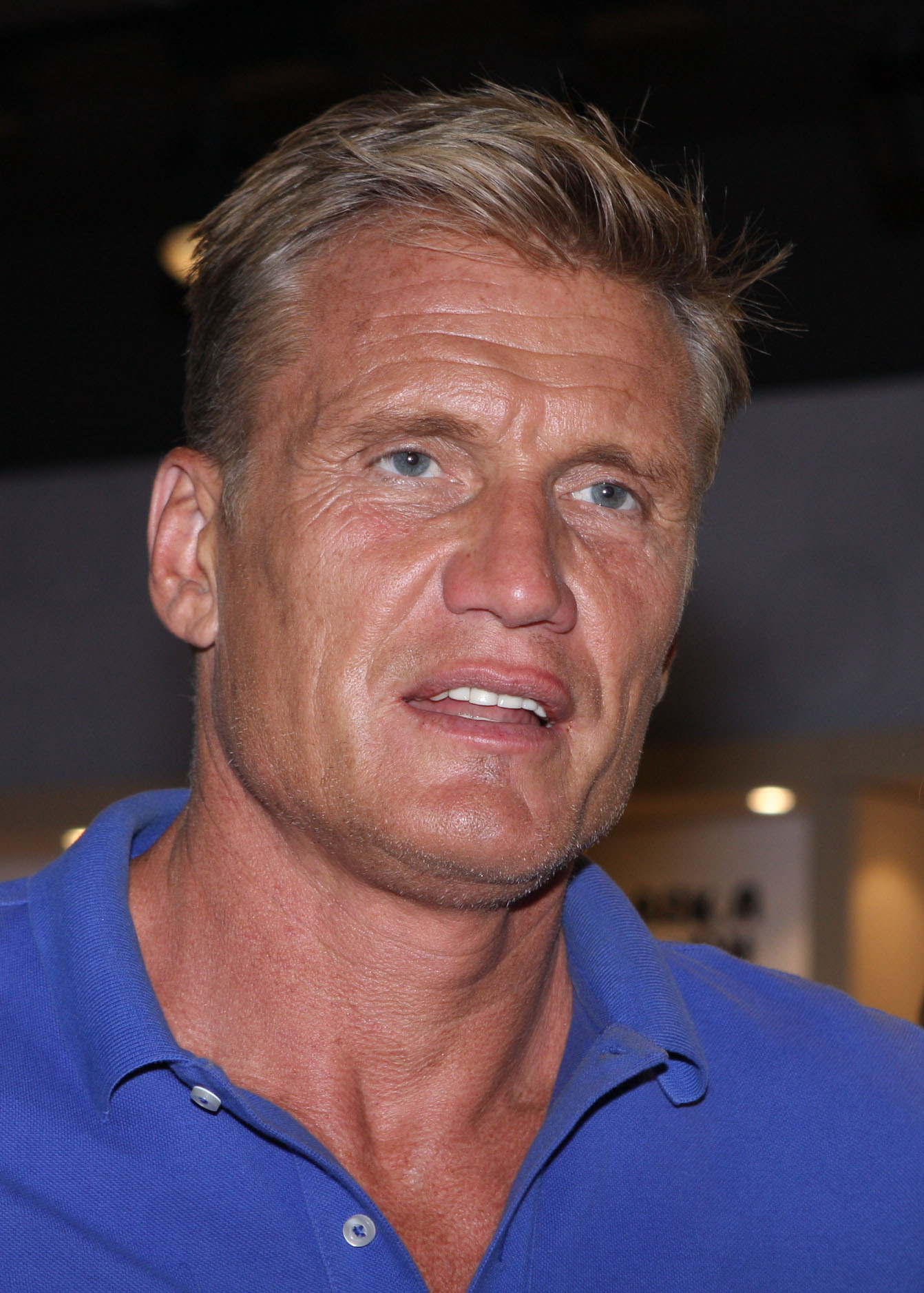
Dolph Lundgren, interprete del personaggio

Drago viene preparato principalmente per colpire in modo devastante e le sue naturali doti atletiche vengono potenziate con i farmaci: nel film lo si vede infatti subire delle iniezioni, presumibilmente di steroidi anabolizzanti, benché la cosa non venga esplicitamente chiarita. Drago viene allenato con apparecchiature sofisticate e seguito da medici e preparatori di alto livello; i suoi allenamenti sono basati sulla forza, la resistenza e la capacità di incassare colpi piuttosto che sull'agilità e la tecnica.

### Personalità e critica
Drago sembra impersonare il modo in cui gli americani vedevano l'Unione Sovietica nel periodo della guerra fredda: glaciale, potente e crudele. Alcuni critici hanno ravvisato nel personaggio una voluta somiglianza con Arnold Schwarzenegger, reduce dal successo di Terminator, in nome della rivalità cinematografica del periodo con Stallone. In tutto il film gli vengono affidate poche righe di dialogo, preferendo lasciare le conferenze stampa a moglie e staff: nella versione originale parla in inglese quattro volte e un paio in russo, tralasciando brevi interiezioni come Привет.
Dopo anni Drago si presenta come un uomo alla ricerca disperata del proprio riscatto grazie al figlio, che inizialmente tratta solo come il mezzo per raggiungere tale scopo; quando tuttavia questi sta per essere sconfitto da Adonis, Drago si rende conto di essere l'unica persona che Viktor abbia vicino (dato il nuovo allontanamento di Ludmilla) e pertanto getta la spugna per evitare il peggio, lo rincuora dopo la sconfitta e successivamente tenta di creare con lui un nuovo tipo di rapporto.

### «Io ti spiezzo in due»
La frase iconica del personaggio «Io ti spiezzo in due», che ha contribuito alla sua ampia diffusione, è l'adattamento italiano dell'originale inglese «I must break you» (lett. "devo farti a pezzi"): questa traduzione libera è una fortunata intuizione di Renato Mori, doppiatore di Tony Burton (che nel film interpreta Duke, allenatore di Apollo e Rocky), che suggerì di inserire una "i" per rendere l'accento russo del personaggio. Anche l'originale inglese conta diverse citazioni, ad esempio nel brano Super Lyrical del rapper Big Punisher.

## Altri media
- La storia di Drago successiva all'incontro con Rocky è al centro del romanzo del 1991 Drago: On Mountains we Stand di Todd Noy.
- Il personaggio è assurto a icona popolare come personificazione di una superiorità fisica fredda, silenziosa e robotica. Appare come personaggio in due episodi de I Griffin e nella serie TV Chuck, a venticinque anni di distanza dall'uscita del film.
- La band heavy metal If He Dies He Dies ha preso il nome dalla frase con cui accoglie la morte di Creed.
- È citato anche in numerose opere di narrativa tra le quali Jack Frusciante è uscito dal gruppo di Enrico Brizzi[9].
- Nel film Faccia di Picasso, Massimo Ceccherini interpreta Rocky mentre l'ex calciatore Christian Vieri interpreta proprio Drago nel segmento chiamato "Omaggio a quella fava di Rocky IV".
- La celebre frase “Io ti spiezzo in due” è citata nel film Grandi magazzini.